# Pseudohyaleucerea sithon
Pseudohyaleucerea sithon là một loài bướm đêm thuộc phân họ Arctiinae, họ Erebidae.